# NGC 5266
NGC 5266 est une vaste galaxie lenticulaire particulière située dans la constellation du Centaure. Sa vitesse par rapport au fond diffus cosmologique est de 3 230 ± 17 km/s, ce qui correspond à une distance de Hubble de 47,6 ± 3,3 Mpc (∼155 millions d'al). NGC 5266 a été découverte par l'astronome britannique John Herschel en 1834.
L'image réalisée par le programme Carnegie-Irvine Galaxy Survey montre distinctement un anneau de poussière qui entoure la galaxie. Le professeur Seligman note avec justesse qu'il s'agit d'une galaxie à anneau polaire (PRG de l'anglais Polar Ring Galaxy), d'où sa classification de galaxie particulière.
NGC 5266 présente une large raie HI et c'est une galaxie LINER, c'est-à-dire une galaxie dont le noyau présente un spectre d'émission caractérisé par de larges raies d'atomes faiblement ionisés.
À ce jour, cinq mesures non basées sur le décalage vers le rouge (redshift) donnent une distance de 31,660 ± 11,520 Mpc (∼103 millions d'al), ce qui est à l'extérieur des valeurs de la distance de Hubble. Notons cependant que c'est avec la valeur moyenne des mesures indépendantes, lorsqu'elles existent, que la base de données NASA/IPAC calcule le diamètre d'une galaxie et qu'en conséquence le diamètre de NGC 5266 pourrait être d'environ 93,0 kpc (∼303 000 al) si on utilisait la distance de Hubble pour le calculer.

## Groupe de NGC 5266
NGC 5266 est la principale galaxie d'un groupe qui porte son nom. Selon A. M. Garcia, le groupe de NGC 5266 compte au moins huit galaxies. Les autres galaxies du groupe sont NGC 5333, NGC 5266A (PGC 48390), ESO 220-26, ESO 220-23, ESO 221-12, ESO 221-14 et ESO 221-22.